# Slavko Kovačić
Slavko Kovačić (* 14. Mai 1950 in Đurđevac, SFR Jugoslawien, heute Kroatien) ist ein ehemaliger jugoslawischer Fußballspieler auf der Position eines Stürmers und heutiger Fußballtrainer.

## Spielerkarriere
Kovačić begann seine Fußballerkarriere bei NK Graničar Đurđevac und spielte in den 1970er und 1980er Jahren für Dinamo Zagreb und NK Zagreb. Im Sommer 1982 wechselte er in die österreichische Bundesliga zum SV Austria Salzburg für den Verein schoss er in 67 Spielen 17 Tore. Nach drei Jahren in Salzburg wechselte er als Spielertrainer zum FC Puch. Unter seiner Leitung gelang dem FC Puch der Aufstieg in die drittklassige Regionalliga West.

## Trainerkarriere
Nach seinem Karriereende kehrte er als Co-Trainer unter Hans Krankl zum SV Austria Salzburg zurück. Nach einem kurzen Zwischenspiel als Trainer von Fortuna Köln betreute er 2000 den SC Schwarz-Weiß Bregenz. 2002 wurde er wieder Co-Trainer unter Hans Krankl beim österreichischen Nationalteam. Nach dem Ende der Ära Krankl wurde Kovačić Co-Trainer der österreichischen U-21-Nationalmannschaft. Im Herbst 2006 wurde er Co-Trainer der albanischen Nationalmannschaft, wo Otto Barić Trainer war. Sein bisher letztes Engagement als Klubtrainer des KS Flamurtari Vlora endete 2009.

## Privates
Slavko Kovačić ist verheiratet und hat zwei Kinder. Sein Sohn Luka war ebenfalls Fußballer und spielte in der Salzburger Landesliga (4. Stufe im österreichischen Fußball).

## Erfolge
- Jugoslawischer Cupfinalist 1972 (mit Dinamo Zagreb)